# Fujica X
Fujica X — разновидность крепления фотообъектива, разработанная компанией Fujifilm в 1970-х годах для использования в однообъективных зеркальных фотоаппаратах AX-1, AX3, AX-5, STX-1, STX-1N, STX-2. Байонет заменил M42, используемый на более старых камерах
Замок байонета поворачивается на 65 градусов. Рабочий отрезок составляет 43,5 мм.[1]

## Объективы с байонетом Fujica X
Компанией Fujifilm была выпущена линейка из двадцати объективов, покрывающих фокусные расстояния от 16 до 225 мм.